# Michel Djotodia

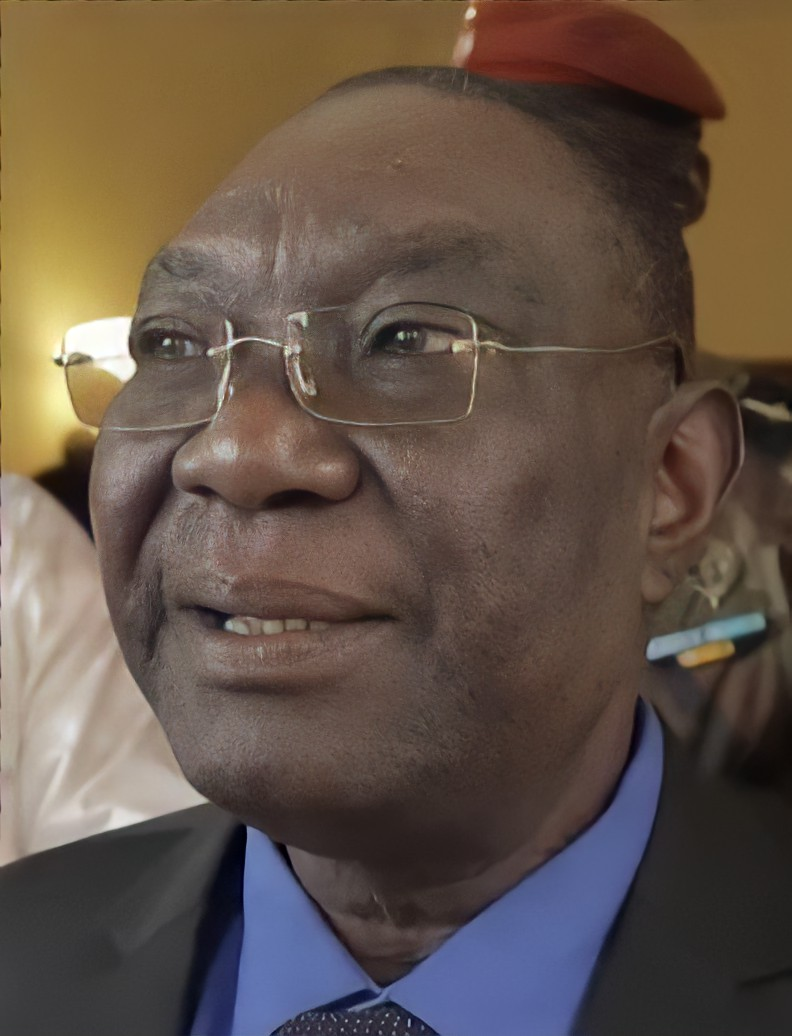
Michel Djotodia (2020)

Michel Am-Nondokro Djotodia (* wahrscheinlich 1949 in Vakaga, Äquatorialafrika, heute Zentralafrikanische Republik) war vom 24. März 2013 bis zum 10. Januar 2014 de facto Präsident der Zentralafrikanischen Republik und Nachfolger von François Bozizé, der nach einem Putsch Djotodias aus dem Land fliehen musste.

## Leben
Michel Djotodia stammt aus einer muslimischen Familie im Norden der Zentralafrikanischen Republik. Gleichwohl erhielt er den christlichen Vornamen „Michel“. Er besuchte die Grundschule in Birao und die Sekundarschule in Bambari. Dank guter Schulleistungen erhielt er sein Stipendium zum Studium der Öffentlichen Finanzen an der Patrice-Lumumba-Universität der Völkerfreundschaft in Moskau. 14 Jahre lebte er in der Sowjetunion.
Nach seiner Rückkehr in sein Heimatland heiratete Djotodia, betrieb ein Geschäft in Bangui, war Steuereinnehmer und arbeitete im Planungsministerium und im Außenministerium. Nachdem François Bozizé am 15. März 2003 durch einen Putsch die Macht an sich gerissen hatte, gesellte sich Djotodia zu dessen Entourage und übernahm Aufträge von und für Bozizé. Dies kam ihm bei seinem Aufstieg in den politischen und militärischen Zirkeln zugute. 2005 und 2006 war er Konsul in Nyala im Westen des Sudan. Vermutlich nutzte er diesen Posten, um Kontakte zu sudanesischen paramilitärischen Banden zu knüpfen.
Doch dann verdächtigte Bozizé Djotodia der Verschwörung und verlangte seine Rückkehr in die Zentralafrikanische Republik. Dazu kam es nicht; die sudanesische Regierung setzte Djotodia stattdessen in ein Flugzeug, das ihn nach Benin brachte. Auf Bozizés Verlangen verhaftete ihn die beninische Polizei im Dezember 2006; im Juni 2008 wurde er schließlich freigelassen. Bis 2012 lebte er in Cotonou im Exil und gründete dort eine zweite Familie.
Ab Dezember 2012 unterstützte er die Séléka, eine Rebellen-Allianz, die auf militärischem Weg die Absetzung Bozizés zum Ziel hatte. Nachdem dieser eine Beteiligung der Rebellen an der Regierung zugesagt hatte, erhielt Djotodia im Februar 2013 den Posten des Verteidigungsministers. Im März des gleichen Jahres kam es in Bangui zum Putsch durch die Rebellen und zur Vertreibung der bisherigen Regierungsvertreter. Djotodia ernannte sich daraufhin selbst zum neuen Präsidenten der Zentralafrikanischen Republik und löste die Séléka auf. Nach einem Treffen mit Vertretern der Zentralafrikanische Wirtschaftsgemeinschaft (CEEAC) kündigte Djotodia am 10. Januar 2014 seinen Rücktritt an. Auch Premierminister Nicolas Tiangaye gab seinen Rücktritt bekannt. Einen Tag später verließ er das Land und begab sich zum zweiten Mal nach Benin ins Exil.